# Eszter Balint
Eszter Balint (* 7. července 1966 Budapešť) je maďarsko-americká zpěvačka, houslistka a herečka. Je dcerou dramatika a herce Stephana Balinta, zakladatele divadla Squat, založeného v Budapešti, později sídlícího v New Yorku. Jako filmová herečka debutovala ve snímku Podivnější než ráj (1984) režiséra Jima Jarmusche. Později hrála například ve filmech Wonderland USA (1989), Velká sázka (1991), Stíny a mlha (1991), Můj nejmilejší bar (1996), Poor Boy (2016) a Mrtví neumírají (2019). Také vystupovala v televizních seriálech Miami Vice a Rozvedený se závazky. Vydala čtyři samostatná hudební alba, Flicker (1998), Mud (2004), Airless Midnight (2015) a I Hate Memory (2022), a hostovala na deskách Johna Lurieho, Michaela Giry a Swans (The Seer), Marca Ribota (¡Muy Divertido! / Very Entertaining!, Your Turn) a kapely The Kropotkins (Five Points Crawl).